# 6043-as busz
A 6043-as jelzésű autóbuszvonal regionális autóbuszjárat Siófok és Nagykanizsa között, melyet a MÁV Személyszállítási Zrt. lát el.

## Közlekedése
A járat Siófokot és Nagykanizsát köti össze. Menetideje Nagykanizsa felé 2 óra 55 perc, Siófok felé 3 óra 17 perc. Munkanapokon egy járatpár szállítja az utasokat. Tanév tartama alatt munkanapokon és nyári tanszünetben munkanapokon Siófokról más-más időpontban indul a járat.

## Megállóhelyei
| 0  | Siófok, autóbusz-állomás végállomás                  | 73 | 1, 2, 3, 4, 5, 6, 7, 8, 14, 18, 24, N2 1172, 1174, 1177, 1302, 1402, 1499, 1506, 1512, 1528, 1563, 1564, 1592, 1593, 1708, 1740, 1742, 1804, 1842 5358, 5439, 5458, 5578, 5608, 5626, 5906, 5916, 5917, 6008, 6010, 6011, 6015, 6016, 6018, 6030, 6035, 6038, 6040, 6041, 6042, 6051, 6053, 6101, 7324, 7325, 8228, 8274, 8325, 8326 személyvonat, sebesvonat, Déli<-parti InterRégió, Déli->parti InterRégió, Jégmadár expresszvonat, Aranypart expresszvonat, Ezüstpart expresszvonat, Aranyhíd expresszvonat, Balaton InterCity, Tópart InterCity, Adria nemzetközi InterCity, Agram nemzetközi InterCity |
| ∫  | Siófok, Dózsa György utca                            | 72 | 3, 14, 14A 1506, 1593, 1708 5458, 5906, 5916, 5917, 6008, 6010, 6015, 6016, 6018, 6030, 6035, 6038, 6040, 6041, 6042, 6051, 6053, 6101, 7324, 7325, 8325, 8326 |
| ∫  | Siófok, Városháza                                    | 71 | 1, 4, 5, 6, 7, 8, 14, 14A, 18, 24, N2 1174, 1506, 1593, 1708 5439, 5578, 5906, 5916, 5917, 6010, 6011, 6015, 6016, 6018, 6030, 6035, 6038, 6040, 6041, 6042, 6051, 6053, 6101, 8274 |
| 1  | Siófok, kórház                                       | 70 | 4, 6, 7, 8, 14, 14A, 18, 24 1174, 1506, 1592, 1593, 1708, 1742 5906, 5916, 6016, 6030, 6035, 6038, 6040, 6041, 6042, 6051, 6053, 6101 |
| ∫  | Siófok, Fokihegyi iskola                             | 69 | 5, 8 1174, 1506, 1593, 1708 5906, 5916, 6016, 6030, 6035, 6038, 6040, 6041, 6042, 6051, 6053 |
| ∫  | Siófok, (Balatonszéplak) Felső vasúti megállóhely    | 68 | 1, 5, 6, 8 1174, 1506, 1593, 1708 5906, 5916, 6016, 6030, 6035, 6038, 6040, 6041, 6042, 6051, 6053 személyvonat, sebesvonat, Déli<-parti InterRégió, Déli->parti InterRégió, Jégmadár expresszvonat, Aranypart expresszvonat, Ezüstpart expresszvonat |
| ∫  | Siófok, (Balatonszéplak) Alsó vasúti megállóhely     | 67 | 1, 14 1174, 1506, 1593, 1708 5906, 5916, 6016, 6030, 6035, 6038, 6040, 6041, 6042, 6051, 6053 személyvonat, sebesvonat, Déli<-parti InterRégió, Déli->parti InterRégió, Jégmadár expresszvonat, Aranypart expresszvonat |
| ∫  | Zamárdi, Endrédi patak                               | 66 | 1174, 1506, 1593, 1708 5906, 5916, 6016, 6030, 6035, 6038, 6040, 6041, 6042, 6051, 6053 |
| ∫  | Zamárdi, Felső vasútállomás                          | 65 | 1174, 1506, 1593, 1708 5906, 5916, 6016, 6030, 6035, 6038, 6040, 6041, 6042, 6051, 6053 személyvonat, sebesvonat, Déli<-parti InterRégió, Déli->parti InterRégió, Jégmadár expresszvonat |
| 2  | Zamárdi, vasúti megállóhely                          | 64 | 1174, 1177, 1402, 1499, 1506, 1528, 1592, 1593, 1708, 1742, 1842 5906, 5916, 6016, 6030, 6035, 6038, 6040, 6041, 6042, 6051, 6053, 6101 személyvonat, sebesvonat, Déli<-parti InterRégió, Déli->parti InterRégió, Jégmadár expresszvonat, Aranypart expresszvonat, Ezüstpart expresszvonat, Aranyhíd expresszvonat, Balaton InterCity, Tópart InterCity |
| 3  | Zamárdi, Csap utca                                   | 63 | 1402, 1499, 1506, 1528, 1592, 1742, 1842 5906, 5916, 6030, 6035, 6038, 6040, 6041, 6042, 6051 |
| ∫  | Szántód, Szántódpuszta                               | 62 | 1506 5906, 5916, 6030, 6035, 6038, 6040, 6041, 6042, 6051 |
| 4  | Balatonföldvár, szántódi elágazás                    | 61 | 1174, 1177, 1402, 1499, 1506, 1528, 1592, 1593, 1742, 1842 5906, 5916, 6030, 6035, 6038, 6040, 6041, 6042, 6051, 6101 |
| 5  | Balatonföldvár, Mátyás király utca                   | 60 | 1174, 1402, 1499, 1506, 1528, 1592, 1593, 1742, 1842 5906, 5916, 6030, 6035, 6038, 6040, 6041, 6042, 6051 |
| 6  | Balatonföldvár, Központi Autóbusz-váróterem          | 59 | 1174, 1177, 1402, 1499, 1506, 1528, 1592, 1593, 1742, 1842 5906, 5916, 6030, 6035, 6038, 6040, 6041, 6042, 6051, 6072, 6101 |
| 7  | Balatonföldvár, Szépkilátó                           | 58 | 1402, 1499, 1506, 1528, 1592, 1742, 1842 5906, 6038, 6040, 6041, 6042, 6051 |
| 8  | Balatonszárszó, Jószef Attila üdülő                  | 57 | 1402, 1499, 1506, 1528, 1592, 1742, 1842 5906, 6038, 6040, 6041, 6042, 6051 |
| 9  | Balatonszárszó, Béketelep                            | 56 | 1402, 1499, 1506, 1528, 1592, 1742, 1842 5906, 6038, 6040, 6041, 6042, 6051 |
| 10 | Balatonszárszó, községháza                           | 55 | 1177, 1402, 1499, 1506, 1528, 1592, 1742, 1842 5906, 6038, 6040, 6041, 6042, 6051, 6101 |
| 11 | Balatonszárszó, horgásztó                            | 54 | 1402, 1499, 1506, 1528, 1592, 1742, 1842 5906, 6040, 6041, 6042 |
| 12 | Balatonőszöd, 7. sz. út                              | 53 | 1177, 1402, 1499, 1506, 1528, 1592, 1742, 1842 5906, 6040, 6041, 6042, 6101 |
| 13 | Balatonszemes, községháza                            | 52 | 1177, 1402, 1499, 1506, 1528, 1592, 1742, 1842 5906, 6040, 6041, 6042, 6101 |
| 14 | Balatonszemes, Németh Pál utca                       | 51 | 1402, 1499, 1528, 1506, 1592, 1742, 1842 5906, 6040, 6041, 6042 |
| 15 | Balatonszemes, Alsó                                  | 50 | 1402, 1499, 1506, 1528, 1592, 1742, 1842 5906, 6040, 6041, 6042 |
| 16 | Balatonlelle, Rádpusztai elágazás                    | 49 | 1402, 1499, 1506, 1528, 1592, 1742, 1842 5906, 6040, 6041, 6042 |
| 17 | Balatonlelle, Felső                                  | 48 | 1402, 1499, 1506, 1528, 1592, 1742, 1842 5906, 6040, 6041, 6042 |
| 18 | Balatonlelle, Becsali köz                            | 47 | 1402, 1499, 1506, 1528, 1592, 1742, 1842 5906, 6040, 6041, 6042, 6101 |
| 19 | Balatonlelle, Vasúti megállóhely                     | 46 | 1177, 1402, 1499, 1506, 1528, 1578, 1579, 1592, 1665, 1673, 1742, 1842 5905, 5906, 6040, 6041, 6042, 6071, 6101, 6195 személyvonat, sebesvonat, Déli<-parti InterRégió, Déli->parti InterRégió, Jégmadár expresszvonat, Aranypart expresszvonat, Ezüstpart expresszvonat, Aranyhíd expresszvonat, Balaton InterCity, Tópart InterCity |
| 20 | Balatonlelle, Vágóhíd utca                           | 45 | 1402, 1499, 1506, 1528, 1578, 1579, 1665, 1842 5905, 6040, 6042, 6071, 6195 |
| 21 | Balatonlelle, benzinkút                              | 44 | 1402, 1499, 1506, 1528, 1578, 1579, 1665, 1842 5905, 6040, 6042, 6071, 6195 |
| 22 | Balatonboglár, orvosi rendelő                        | 43 | 1402, 1499, 1506, 1528, 1578, 1579, 1665, 1673, 1842 5905, 6040, 6042, 6071, 6195 |
| 23 | Balatonboglár, Platán sor                            | 42 | 1402, 1499, 1506, 1528, 1578, 1579, 1665, 1842 5905, 6040, 6042, 6071, 6195 |
| 24 | Balatonboglár, Vasútállomás                          | 41 | 1402, 1499, 1506, 1528, 1578, 1579, 1665, 1673, 1842 5905, 5988, 6040, 6042, 6071, 6175, 6176, 6195 személyvonat, sebesvonat, Déli<-parti InterRégió, Déli->parti InterRégió, Jégmadár expresszvonat, Aranypart expresszvonat, Ezüstpart expresszvonat, Aranyhíd expresszvonat, Balaton InterCity, Tópart InterCity |
| 25 | Balatonboglár, Jankovich üdülőtelep                  | 40 | 1402, 1499, 1506, 1528, 1578, 1579, 1665, 1842 5905, 5988, 6040, 6042, 6071, 6195 |
| 26 | Ordacsehi elágazás                                   | 39 | 1402, 1499, 1506, 1528, 1578, 1579, 1665, 1842 5905, 5988, 6040, 6042, 6071, 6195 |
| 27 | Fonyód (Fonyódliget), Vasúti megállóhely bejárati út | 38 | 1402, 1499, 1506, 1528, 1578, 1579, 1665, 1673, 1842 5905, 5988, 6040, 6042, 6071, 6195 személyvonat, sebesvonat, Déli<-parti InterRégió, Déli->parti InterRégió, Jégmadár expresszvonat, Aranypart expresszvonat, Ezüstpart expresszvonat |
| 28 | Fonyód (Fonyódliget), Árpád utca                     | 37 | 1402, 1499, 1506, 1528, 1578, 1579, 1665, 1842 5905, 5988, 6040, 6042, 6071, 6195 |
| 29 | Fonyód (Fonyódliget), Alsó                           | 36 | 1402, 1499, 1506, 1528, 1578, 1579, 1665, 1842 5905, 5988, 6040, 6042, 6071, 6195 |
| 30 | Fonyód, Vasútállomás                                 | 35 | 1, 2 1402, 1499, 1506, 1528, 1578, 1579, 1665, 1673, 1723, 1842 5905, 5987, 5988, 6040, 6042, 6071, 6195, 6196 személyvonat, sebesvonat, Fenyves expresszvonat, Déli<-parti InterRégió, Déli->parti InterRégió, Jégmadár expresszvonat, Aranypart expresszvonat, Ezüstpart expresszvonat, Aranyhíd expresszvonat, Balaton InterCity, Tópart InterCity, Adria nemzetközi InterCity, Agram nemzetközi InterCity |
| 31 | Fonyód, Fő utca                                      | 34 | 1578 6040, 6042 |
| 32 | Fonyód, Márffy tér                                   | 33 | 1578 6040, 6042 |
| 33 | Fonyód, Városi Ügyészség                             | 32 | 1578 6040, 6042 |
| 34 | Fonyód, háromszög                                    | 31 | 1 1578 6040, 6042 |
| 35 | Fonyód (Bélatelep), Forduló                          | 30 | 1 1402, 1499, 1506, 1578, 1579, 1665, 1723 5905, 6042 |
| 36 | Fonyód (Alsóbélatelep), vasúti megállóhely           | 29 | 1 1402, 1499, 1506, 1578, 1579, 1665, 1673, 1723 5905, 6042 személyvonat, Fenyves expresszvonat, Déli<-parti InterRégió, Déli->parti InterRégió |
| 37 | Balatonfenyves, Tömörkény utca                       | 28 | 1402, 1499, 1506, 1578, 1579, 1665, 1723 5905, 6042 |
| 38 | Balatonfenyves, Felső                                | 27 | 1402, 1499, 1506, 1578, 1579, 1665, 1673, 1723 5905, 6042 |
| 39 | Balatonfenyves, vasútállomás                         | 26 | 1402, 1499, 1506, 1578, 1579, 1665, 1673, 1723 5905, 6042 személyvonat, Fenyves expresszvonat, Déli<-parti InterRégió, Déli->parti InterRégió, Balaton InterCity, Tópart InterCity, Balatonfenyvesi Gazdasági Vasút |
| 40 | Balatonfenyves, Pajtás utca                          | 25 | 1578, 1579 5905, 6042 |
| 41 | Balatonfenyves, Alsó                                 | 24 | 1578, 1579 5905, 6042 |
| 42 | Balatonfenyves, Révész utca                          | 23 | 1578, 1579 5905, 6042 |
| 43 | Balatonmáriafürdő, Faluház utca                      | 22 | 1578, 1579 5905, 6042 |
| 44 | Balatonmáriafürdő, Cserfa utca                       | 21 | 1578, 1579 5905, 6042 |
| 45 | Balatonmáriafürdő, Bükkfa utca                       | 20 | 1578, 1579 5905, 6042 |
| 46 | Balatonkeresztúr, Aradi utca                         | 19 | 1578, 1579 5905, 6042 |
| 47 | Balatonkeresztúr, temető                             | 18 | 1578, 1579 5905, 6042 |
| 48 | Balatonmáriafürdő, vasútállomás                      | 17 | 1569, 1578, 1579, 1673, 1723 5905, 5976, 5986, 6042, 6103, 6160, 6162, 6166 személyvonat, sebesvonat, Fenyves expresszvonat, Déli<-parti InterRégió, Déli->parti InterRégió, Balaton InterCity, Tópart InterCity |
| 49 | Balatonberény, Rozmaring utca                        | 16 | 1578, 1579, 1665, 1723 5976, 6103, 6162, 6166 |
| 50 | Balatonberény, vasútállomás                          | 15 | 1578, 1579, 1665, 1723 5976, 6103, 6162, 6166 személyvonat, Fenyves expresszvonat, Déli<-parti InterRégió, Déli->parti InterRégió, Balaton InterCity |
| 51 | Balatonszentgyörgy, Berzsenyi utca 57.               | 14 | 1187 1193, 1194, 1402, 1499, 1506, 1569, 1578 6103, 6162, 6166, 6192, 6193 |
| 52 | Balatonszentgyörgy, vasútállomás                     | 13 | 1578 5974, 6162, 6166, 6184, 6191, 6192, 6193 személyvonat, Fenyves expresszvonat, Déli<-parti InterRégió, Déli->parti InterRégió, Helikon InterRégió, Balaton InterCity, Tópart InterCity, Adria nemzetközi InterCity, Agram nemzetközi InterCity |
| 53 | Tikos, bejárati út                                   | 12 | 1578 6166, 6191, 6192, 6193 |
| 54 | Sávoly, 7 sz. út                                     | 11 | 1578 6166, 6191, 6192, 6193 |
| 55 | Szőkedencs, 7 sz. út                                 | 10 | 1578 |
| 56 | Zalakomár (Kiskomárom), kultúrház                    | 9  | 1183, 1578 6186, 6188, 6222, 6405, 6415 |
| 57 | Zalakaros, Újmajori elágazás                         | 8  | 1578 6186, 6188, 6222, 6405, 6415, 6420 |
| 58 | Zalakaros, autóbusz-állomás                          | 7  | 1183, 1578, 1735, 1736, 1794 6186, 6188, 6222, 6226, 6396, 6405, 6415, 6420 |
| 59 | Zalakaros, fedett fürdő                              | 6  | 1183, 1578, 1735, 1736, 1794 6226, 6396, 6405, 6415, 6420 |
| 60 | Galambok, Ady utca 92.                               | 5  | 1794 6226, 6405, 6415, 6420 |
| 61 | Galambok, posta                                      | 4  | 1794 6226, 6405, 6415, 6420 |
| 62 | Galambok, vendéglő                                   | 3  | 1183, 1735, 1736, 1794 6226, 6396, 6405, 6415, 6420 |
| 63 | Nagykanizsa, Fortuna                                 | 2  | 5, 5Y, 7, 7Y, 16, 16A, 16E, 16Y 1183, 1184, 1735, 1736, 1794 6226, 6396, 6403, 6405, 6415 |
| 64 | Nagykanizsa, Eötvös tér                              | 1  | 4, 4Y, 6, 6A, 6E, 9, 9Y, 10, 10A, 10Y, 16, 16A, 16E, 16Y, 25, 46 1735, 1736, 1794 5686, 5687, 5688, 5972, 6122, 6226, 6396, 6403, 6405, 6415, 6420, 6421, 6429 |
| 65 | Nagykanizsa, autóbusz-állomás végállomás             | 0  | 2, 2E, 4A, 4Y, 5, 5Y, 6E, 7, 7Y, 8, 8Y, 9, 9Y, 10, 10A, 10Y, 15, 16, 16A, 16E, 16Y, 18, 18Y, 24, 25, 28, 46 1183, 1184, 1503, 1562, 1641, 1642, 1666, 1667, 1668, 1726, 1735, 1736, 1794 5686, 5687, 5688, 5972, 6122, 6138, 6139, 6226, 6245, 6246, 6247, 6396, 6400, 6401, 6403, 6405, 6415, 6420, 6421, 6425, 6428, 6429, 6435, 6440, 6445, 6446, 6448, 6454, 6456, 6458, 6462, 6465, 6470, 6472 |